# 連帯・保健省
連帯・保健省（れんたいほけんしょう、フランス語: Le Ministère des Solidarités et de la Santé）は、フランスの省のひとつ。健康問題、および政府の社会政策の実施を担当する。
2017年までは社会問題・保健省（Le ministère des Affaires sociales et de la Santé）と称していたが、2017年6月21日の第2次エドゥアール・フィリップ内閣発足時に、連帯・保健省に改称された。

## 歴史

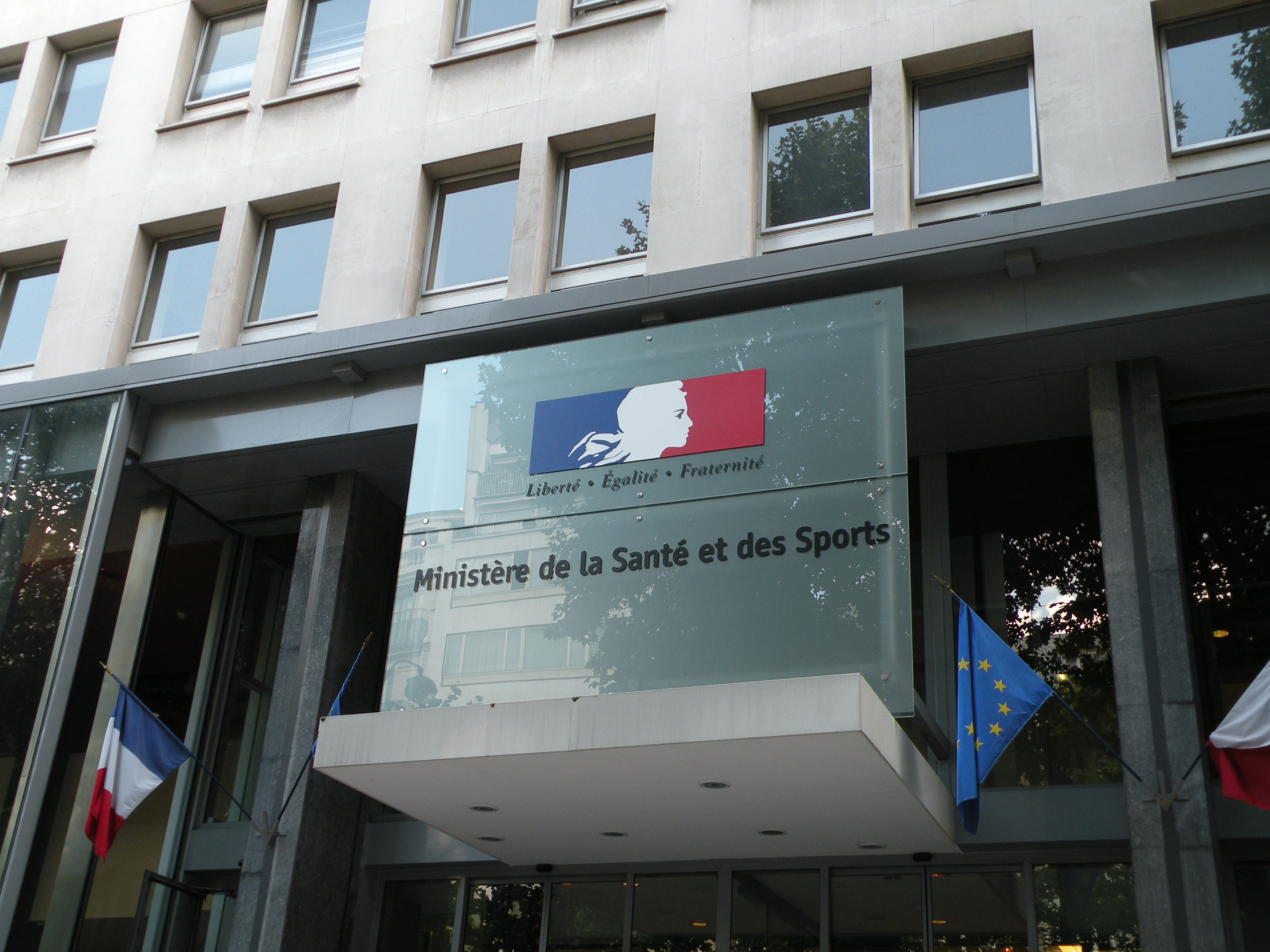
厚生・スポーツ省時代の厚生省庁舎

厚生省の起源は、1920年に設置された衛生・援護・社会保険省（Ministère de l'Hygiène, de l'Assistance et de la Prévoyance sociale）に遡る。同省は、内務省の援護・公衆衛生局（Direction de l'Assistance et de l'Hygiène publique）と労働省の社会保険局（Direction de la Prévoyance sociale）を分離、統合して設置されたものである。
1930年4月4日の法律により、衛生・援護・社会保険省に代わって公衆衛生省（Ministère de la Santé publique）が設置された。同省は1934年から1936年までの間、公衆衛生・体育省（Ministère de la Santé publique et de l'Éducation physique）と改称された。戦時中には、同省の所管事務は家族省の所管となるか、あるいは消滅した。
1946年に、公衆衛生省は人口省と統合され、公衆衛生・人口省（Ministère de la Santé publique et de la Population）となった。1956年には、労働省が所管していた社会保障に関する権限が同省の所管となり、社会問題省（Ministère des Affaires sociales）と改称された。
第五共和政下においては、公衆衛生に関する職務を所管する省庁は頻繁に変更される。「健康（Santé）」の語は省の名称に用いられないこともあり、代わりに「社会問題（Affaires sociales）」や「連帯（Solidarité）」が用いられることもある。

## 任務
厚生大臣は、社会問題、連帯および社会的団結、公衆衛生ならびに医療制度の整備に関する政府の政策の立案および実施を任務とする。

## 組織
厚生省の組織は以下の通りである。
- 厚生大臣の単独管轄
  - 保健総局（Direction générale de la santé）
  - 医療総局（Direction générale de l'offre de soins）
  - 社会問題総監察官（Inspection générale des affaires sociales）
- 厚生大臣と経済・財務大臣、女性権利大臣およびスポーツ・青少年・社会教育・市民活動大臣との共同管轄
  - 社会的団結総局（Direction générale de la cohésion sociale）
- 厚生大臣と経済・財務大臣との共同管轄
  - 社会保障局（Direction de la sécurité sociale）
- 厚生大臣と経済・財務大臣および労働・雇用・職業教育・労使対話大臣との共同管轄
  - 研究・調査・評価・統計局（Direction de la recherche, des études, de l'évaluation et des statistiques）
- 厚生大臣と労働・雇用・職業教育・労使対話大臣およびスポーツ・青少年・社会教育・市民活動大臣との共同管轄
  - 社会問題担当省事務総局（Secrétariat général des ministères chargés des affaires sociales）

## 大臣
大臣は中央行政機関に加えて、担当大臣、官房および報道官をその権限の下に置いている。担当大臣もまた同様に官房を有している。

### 歴代厚生大臣

#### 第五共和政
| 氏名                                                     | 氏名                                                     | 職名                                             | 内閣                   | 就任日         | 退任日         |
| -------------------------------------------------------- | -------------------------------------------------------- | ------------------------------------------------ | ---------------------- | -------------- | -------------- |
| ベルナール・シュノ Bernard Chenot                        | ベルナール・シュノ Bernard Chenot                        | 公衆衛生・人口大臣                               | ドブレ内閣             | 1959年1月8日   | 1961年8月24日  |
| ジョゼフ・フォンタネ Joseph Fontanet                     | ジョゼフ・フォンタネ Joseph Fontanet                     | 公衆衛生・人口大臣                               | ドブレ内閣             | 1961年8月24日  | 1962年4月14日  |
| ジョゼフ・フォンタネ Joseph Fontanet                     | ジョゼフ・フォンタネ Joseph Fontanet                     | 公衆衛生・人口大臣                               | 第1次ポンピドゥー内閣  | 1962年4月15日  | 1962年5月16日  |
| レーモン・マルスラン Raymond Marcellin                   | レーモン・マルスラン Raymond Marcellin                   | 公衆衛生・人口大臣                               | 第1次ポンピドゥー内閣  | 1962年5月16日  | 1962年11月28日 |
| レーモン・マルスラン Raymond Marcellin                   | レーモン・マルスラン Raymond Marcellin                   | 公衆衛生・人口大臣                               | 第2次ポンピドゥー内閣  | 1962年12月6日  | 1966年1月8日   |
| ロベール・ブーラン Robert Boulin                         | ロベール・ブーラン Robert Boulin                         | 公衆衛生・社会保障大臣                           | シャバン＝デルマス内閣 | 1969年6月22日  | 1972年7月5日   |
| ジャン・フォワイエ Jean Foyer                            | ジャン・フォワイエ Jean Foyer                            | 公衆衛生大臣                                     | 第1次メスメル内閣      | 1972年7月6日   | 1973年3月28日  |
| ミシェル・ポニャトフスキ Michel Poniatowski              | ミシェル・ポニャトフスキ Michel Poniatowski              | 公衆衛生・社会保障大臣                           | 第2次メスメル内閣      | 1973年4月5日   | 1974年2月27日  |
| ミシェル・ポニャトフスキ Michel Poniatowski              | ミシェル・ポニャトフスキ Michel Poniatowski              | 公衆衛生・社会保障大臣                           | 第3次メスメル内閣      | 1974年3月1日   | 1974年5月27日  |
| シモーヌ・ヴェイユ Simone Veil                           | シモーヌ・ヴェイユ Simone Veil                           | 厚生大臣                                         | 第1次シラク内閣        | 1974年5月28日  | 1976年8月25日  |
| シモーヌ・ヴェイユ Simone Veil                           | シモーヌ・ヴェイユ Simone Veil                           | 厚生大臣                                         | 第1次バール内閣        | 1976年8月27日  | 1977年3月29日  |
| シモーヌ・ヴェイユ Simone Veil                           | シモーヌ・ヴェイユ Simone Veil                           | 厚生・社会保障大臣                               | 第2次バール内閣        | 1977年3月30日  | 1978年3月31日  |
| シモーヌ・ヴェイユ Simone Veil                           | シモーヌ・ヴェイユ Simone Veil                           | 厚生・家族大臣                                   | 第3次バール内閣        | 1978年4月5日   | 1979年7月4日   |
| ジャック・バロ Jacques Barrot                            | ジャック・バロ Jacques Barrot                            | 厚生・社会保障大臣                               | 第3次バール内閣        | 1979年7月4日   | 1981年5月13日  |
| エドモン・エルヴェ Edmond Hervé                          | エドモン・エルヴェ Edmond Hervé                          | 厚生大臣                                         | 第1次モーロワ内閣      | 1981年5月22日  | 1981年6月22日  |
| ジャック・ラリット Jack Ralite                           | ジャック・ラリット Jack Ralite                           | 厚生大臣                                         | 第2次モーロワ内閣      | 1981年6月23日  | 1983年3月22日  |
| ピエール・ベレゴヴォワ Pierre Bérégovoy                  | ピエール・ベレゴヴォワ Pierre Bérégovoy                  | 社会問題・国民連帯大臣                           | 第3次モーロワ内閣      | 1983年3月22日  | 1984年7月17日  |
|                                                          | エドモン・エルヴェ Edmond Hervé                          | 社会問題・国民連帯大臣付厚生担当副大臣           | 第3次モーロワ内閣      | 1983年3月24日  | 1984年7月17日  |
| ジョルジーナ・デュフォワ Georgina Dufoix                 | ジョルジーナ・デュフォワ Georgina Dufoix                 | 社会問題・国民連帯大臣                           | ファビウス内閣         | 1984年7月19日  | 1986年3月20日  |
|                                                          | エドモン・エルヴェ Edmond Hervé                          | 社会問題・国民連帯大臣付厚生担当副大臣           | ファビウス内閣         | 1984年7月23日  | 1986年3月20日  |
| フィリップ・セガン Philippe Séguin                       | フィリップ・セガン Philippe Séguin                       | 社会問題・雇用大臣                               | 第2次シラク内閣        | 1986年3月20日  | 1988年5月10日  |
|                                                          | ミシェル・バルザック Michèle Barzach                     | 社会問題・雇用大臣付厚生・家族担当大臣           | 第2次シラク内閣        | 1986年3月25日  | 1988年5月10日  |
| ミシェル・ドルバール Michel Delebarre                    | ミシェル・ドルバール Michel Delebarre                    | 社会問題・雇用大臣                               | 第1次ロカール内閣      | 1988年5月12日  | 1988年6月22日  |
|                                                          | クロード・エヴァン Claude Évin                           | 社会問題・雇用大臣付厚生・社会保護担当大臣       | 第1次ロカール内閣      | 1988年5月12日  | 1988年6月22日  |
| クロード・エヴァン Claude Évin                           | クロード・エヴァン Claude Évin                           | 連帯・厚生・社会保護大臣                         | 第2次ロカール内閣      | 1988年6月28日  | 1990年10月2日  |
|                                                          | レオン・シュヴァルツェンベルグ Léon Schwartzenberg       | 連帯・厚生・社会保護大臣付厚生担当大臣           | 第2次ロカール内閣      | 1988年6月28日  | 1988年7月8日   |
|                                                          |                                                          | 社会問題・連帯大臣                               | 第2次ロカール内閣      | 1990年10月2日  | 1991年5月15日  |
|                                                          | ブリュノ・デュリュー Bruno Durieux                       | 社会問題・連帯大臣付厚生担当大臣                 | 第2次ロカール内閣      | 1990年10月2日  | 1991年5月15日  |
| ジャン＝ルイ・ビアンコ Jean-Louis Bianco                 | ジャン＝ルイ・ビアンコ Jean-Louis Bianco                 | 社会問題・統合大臣                               | クレッソン内閣         | 1991年5月16日  | 1992年4月2日   |
|                                                          | ブリュノ・デュリュー Bruno Durieux                       | 社会問題・統合大臣付厚生担当大臣                 | クレッソン内閣         | 1991年5月16日  | 1992年4月2日   |
| ベルナール・クシュネル Bernard Kouchner                  | ベルナール・クシュネル Bernard Kouchner                  | 厚生・人道活動大臣                               | ベレゴヴォワ内閣       | 1992年4月2日   | 1993年3月29日  |
| シモーヌ・ヴェイユ Simone Veil                           | シモーヌ・ヴェイユ Simone Veil                           | 国務大臣 社会問題・厚生・都市大臣                | バラデュール内閣       | 1993年3月30日  | 1995年5月11日  |
|                                                          | フィリップ・ドゥスト＝ブラジ Philippe Douste-Blazy       | 国務大臣・社会問題・厚生・都市大臣付厚生担当大臣 | バラデュール内閣       | 1993年3月30日  | 1995年5月11日  |
| エリザベート・ユベール Élisabeth Hubert                  | エリザベート・ユベール Élisabeth Hubert                  | 公衆衛生・健康保険大臣                           | 第1次ジュペ内閣        | 1995年5月18日  | 1995年11月7日  |
| ジャック・バロ Jacques Barrot                            | ジャック・バロ Jacques Barrot                            | 労働・社会問題大臣                               | 第2次ジュペ内閣        | 1995年11月7日  | 1997年6月2日   |
|                                                          | エルヴェ・ゲマール Hervé Gaymard                         | 労働・社会問題大臣付厚生・社会保障担当副大臣     | 第2次ジュペ内閣        | 1995年11月7日  | 1997年6月2日   |
| マルティーヌ・オブリー Martine Aubry                     | マルティーヌ・オブリー Martine Aubry                     | 雇用・連帯大臣                                   | ジョスパン内閣         | 1997年6月4日   | 2000年10月18日 |
|                                                          | ベルナール・クシュネル Bernard Kouchner                  | 雇用・連帯大臣付厚生担当副大臣                   | ジョスパン内閣         | 1997年6月4日   | 1998年11月17日 |
|                                                          | ベルナール・クシュネル Bernard Kouchner                  | 雇用・連帯大臣付厚生・社会活動担当副大臣         | ジョスパン内閣         | 1998年11月17日 | 1999年7月7日   |
|                                                          | ドミニク・ジロ Dominique Gillot                          | 雇用・連帯大臣付厚生・社会活動担当副大臣         | ジョスパン内閣         | 1999年7月28日  | 2000年3月27日  |
|                                                          | ドミニク・ジロ Dominique Gillot                          | 雇用・連帯大臣付厚生・障害者担当副大臣           | ジョスパン内閣         | 2000年3月27日  | 2001年2月6日   |
| エリザベート・ギグー Élisabeth Guigou                    | エリザベート・ギグー Élisabeth Guigou                    | 雇用・連帯大臣                                   | ジョスパン内閣         | 2000年10月18日 | 2002年5月6日   |
|                                                          | ベルナール・クシュネル Bernard Kouchner                  | 雇用・連帯大臣付厚生担当大臣                     | ジョスパン内閣         | 2001年2月6日   | 2002年5月6日   |
| ジャン＝フランソワ・マッテイ Jean-François Mattei        | ジャン＝フランソワ・マッテイ Jean-François Mattei        | 厚生・家族・障害者大臣                           | 第1次ラファラン内閣    | 2002年5月7日   | 2002年6月17日  |
| ジャン＝フランソワ・マッテイ Jean-François Mattei        | ジャン＝フランソワ・マッテイ Jean-François Mattei        | 厚生・家族・障害者大臣                           | 第2次ラファラン内閣    | 2002年6月17日  | 2004年3月30日  |
| フィリップ・ドゥスト＝ブラジ Philippe Douste-Blazy       | フィリップ・ドゥスト＝ブラジ Philippe Douste-Blazy       | 厚生・社会保護大臣                               | 第3次ラファラン内閣    | 2004年3月31日  | 2004年11月29日 |
| フィリップ・ドゥスト＝ブラジ Philippe Douste-Blazy       | フィリップ・ドゥスト＝ブラジ Philippe Douste-Blazy       | 連帯・厚生・家族大臣                             | 第3次ラファラン内閣    | 2004年11月29日 | 2005年5月31日  |
| グザヴィエ・ベルトラン Xavier Bertrand                   | グザヴィエ・ベルトラン Xavier Bertrand                   | 厚生・連帯大臣                                   | ド・ヴィルパン内閣     | 2005年6月2日   | 2007年3月26日  |
| フィリップ・バ Philippe Bas                              | フィリップ・バ Philippe Bas                              | 厚生・連帯・社会保障・高齢者・障害者・家族大臣   | ド・ヴィルパン内閣     | 2007年3月26日  | 2007年5月15日  |
| ロズリーヌ・バシュロ＝ナルカン Roselyne Bachelot-Narquin | ロズリーヌ・バシュロ＝ナルカン Roselyne Bachelot-Narquin | 厚生・青少年・スポーツ大臣                       | 第1次フィヨン内閣      | 2007年5月18日  | 2007年6月18日  |
| ロズリーヌ・バシュロ＝ナルカン Roselyne Bachelot-Narquin | ロズリーヌ・バシュロ＝ナルカン Roselyne Bachelot-Narquin | 厚生・青少年・スポーツ大臣                       | 第2次フィヨン内閣      | 2007年6月19日  | 2008年3月18日  |
| ロズリーヌ・バシュロ＝ナルカン Roselyne Bachelot-Narquin | ロズリーヌ・バシュロ＝ナルカン Roselyne Bachelot-Narquin | 厚生・青少年・スポーツ・市民生活大臣             | 第2次フィヨン内閣      | 2008年3月18日  | 2009年1月12日  |
| ロズリーヌ・バシュロ＝ナルカン Roselyne Bachelot-Narquin | ロズリーヌ・バシュロ＝ナルカン Roselyne Bachelot-Narquin | 厚生・スポーツ大臣                               | 第2次フィヨン内閣      | 2009年1月12日  | 2010年11月13日 |
| グザヴィエ・ベルトラン Xavier Bertrand                   | グザヴィエ・ベルトラン Xavier Bertrand                   | 労働・雇用・厚生大臣                             | 第3次フィヨン内閣      | 2010年11月14日 | 2012年5月10日  |
|                                                          | ノラ・ベラ Nora Berra                                    | 労働・雇用・厚生大臣付厚生担当副大臣             | 第3次フィヨン内閣      | 2010年11月14日 | 2012年5月10日  |
| マリソル・トゥーレーヌ Marisol Touraine                  | マリソル・トゥーレーヌ Marisol Touraine                  | 厚生大臣                                         | 第1次エロー内閣        | 2012年5月16日  | 2012年6月18日  |
| マリソル・トゥーレーヌ Marisol Touraine                  | マリソル・トゥーレーヌ Marisol Touraine                  | 厚生大臣                                         | 第2次エロー内閣        | 2012年6月21日  | 2014年3月31日  |
| マリソル・トゥーレーヌ Marisol Touraine                  | マリソル・トゥーレーヌ Marisol Touraine                  | 厚生大臣                                         | 第1次ヴァルス内閣      | 2014年4月2日   | 2014年8月26日  |
| マリソル・トゥーレーヌ Marisol Touraine                  | マリソル・トゥーレーヌ Marisol Touraine                  | 厚生大臣                                         | 第2次ヴァルス内閣      | 2014年8月26日  | 2017年5月10日  |
| アニェス・ビュザン Agnès Buzyn                           | アニェス・ビュザン Agnès Buzyn                           | 厚生大臣                                         | 第1次フィリップ内閣    | 2017年5月15日  | 2017年6月19日  |
| アニェス・ビュザン Agnès Buzyn                           | アニェス・ビュザン Agnès Buzyn                           | 連帯・保健大臣                                   | 第2次フィリップ内閣    | 2017年6月19日  | 2020年2月16日  |
| オリヴィエ・ヴェラン Olivier Véran                       | オリヴィエ・ヴェラン Olivier Véran                       | 連帯・保健大臣                                   | 第2次フィリップ内閣    | 2020年2月16日  | 2020年7月3日   |
| オリヴィエ・ヴェラン Olivier Véran                       | オリヴィエ・ヴェラン Olivier Véran                       | 連帯・保健大臣                                   | カステックス内閣       | 2020年7月3日   | 現職           |